# Notophysis forcipata
Notophysis forcipata là một loài bọ cánh cứng trong họ Cerambycidae.